# Шарпевілльська бійня
Шарпевілльська бійня , Шарпевілльська стрілянина — один із злочинів режиму апартеїду, здійснений 21 березня 1960 р., коли південноафриканські поліцейські відкрили вогонь у натовп чорношкірих демонстрантів, убивши 69 осіб. Зіткнення сталося в містечку Шарпевіллі (сьогодні провінція Гаутенг).

## Події, що передували
З 1920-х років політичні й економічні рухи чорних південноафриканців були обмежені законами. Напередодні Шарпевілльської бійні уряд Національної партії під керівництвом Хендріка Фервурда, що підтримував апартеїд, використовував ці закони для забезпечення ще більшої сегрегації , а в 1959—1960 рр. ці закони також поширилися і на жінок.  с.14, 528. З 1960 року закони були основним інструментом, що використовувався державою для арешту і переслідування своїх політичних опонентів. Така політика ще більше посилювала опір і змобілізовувала людей на відстоювання своїх прав.
Африканський національний конгрес (АНК) ухвалив рішення почати кампанію протесту проти ухвалення законів. Ці протести почалися 31 березня 1960 р., проте його суперник Панафриканський конгрес (ПАК) вирішив випередити АНК і розпочав свою кампанію на 10 днів раніше, 21 березня, так як його діячі вважали, що АНК не зможе виграти кампанії. 

### Бійня
21 березня натовп кількістю від 5000 до 7000 чоловік зібрався біля місцевого поліцейського відділку в містечку Шарпевілль, поблизу Йоганнесбурга, пропонуючи себе заарештувати через відсутність пропусків.  Це було частиною ширшої кампанії, організованої Панафриканським конгресом.
Багато хто з натовпу були присутні для того, щоб підтримати акцію, але є свідчення того, що ПАК також використовував засоби залякування для того, щоб залучити людей до протесту, наприклад різання телефонних ліній в Шарпевілі, розповсюдження брошур, що закликали людей не виходити на роботу цього дня, насильний примус водіїв автобусів і пасажирів.
До 10:00 ранку зібрався великий натовп. Спочатку атмосфера була мирною та святковою. Менш ніж 20 поліцейських перебували у відділку на початку акції протесту. Пізніше кількість людей зросла близько до 20 000, а натовп ставав все агресивнішим. Близько 130 поліцейських підкріплення, за підтримки 4 бронетранспортерів рушили на натовп. Поліцейські були озброєні вогнепальною зброєю, в тому числі пістолетами-кулеметами Стена. Не існувало жодних доказів, що хто-небудь у натовпі був озброєним, в тому числі і ватажки .
За допомогою водометів і сльозогінного газу, поліція намагалася розпорошити демонстрантів. Натовп відповів жбурлянням каміння, б'ючи трьох поліцейських, а приблизно о 1:00 вечора поліція спробувала заарештувати демонстрантів. Почалася масова бійка, і натовп попрямував до паркана. Незабаром після цього почалася стрілянина .

### Кількість жертв
За офіційними даними було вбито 69 осіб, в тому числі 8 жінок і 10 дітей, і понад 180 отримали поранення, у тому числі 31 жінка і 19 дітей. Багато з них були розстріляні в спину, коли вони намагалися втекти.

### Причини розстрілів
Звіти поліції в 1960 році говорять, що недосвідчені поліцейські запанікували і відкрили вогонь спонтанно, викликавши ланцюгову реакцію, яка тривала близько 40 секунд. Цілком імовірно, що поліція була нервовою, як за два місяці до того, як дев'ять інших офіцерів поліції були вбиті в Като-Манор. Підполковник Піенаар, командир поліції підкріплення в Шарпевіллі, сказав у своєму виступі, що " їхній менталітет не дозволив їм зібратися на мирну демонстрацію. Вони зібралися для насильства. " Він також відкинув звинувачення про наказ стріляти і заявив, що він не зробив би цього.

## Реакція
Обурення серед чорношкірого населення спалахнуло негайно і наступного тижня по всій країні відбулися демонстрації, марші протесту, страйки та заворушення . 30 березня 1960 р. уряд оголосив надзвичайний стан, затримавши понад 18 тисяч чоловік.
Буря міжнародних протестів після Шарпевілльської стрілянини, включаючи масові демонстрації у багатьох країнах  і засудження з боку Організації Об'єднаних Націй. 1 квітня 1960 р. Рада Безпеки ООН прийняла резолюцію № 134. Шарпевілльський інцидент став поворотним пунктом в історії ПАР. Країна опинилася у ще більшій міжнародній ізоляції. Подія також зіграла свою роль у виході ПАР зі Співдружності націй у 1961 році.
Масове вбивство в Шарпевіллі призвело до заборони Панафриканського конгресу і Африканського національного конгресу, і було одним із каталізаторів для переходу від пасивної мирної боротьби до збройного опору в цих організаціях. Утворилися воєнізовані крила Умхонто ве Сізве в АНК і Поґо в ПАК.

## Опісля

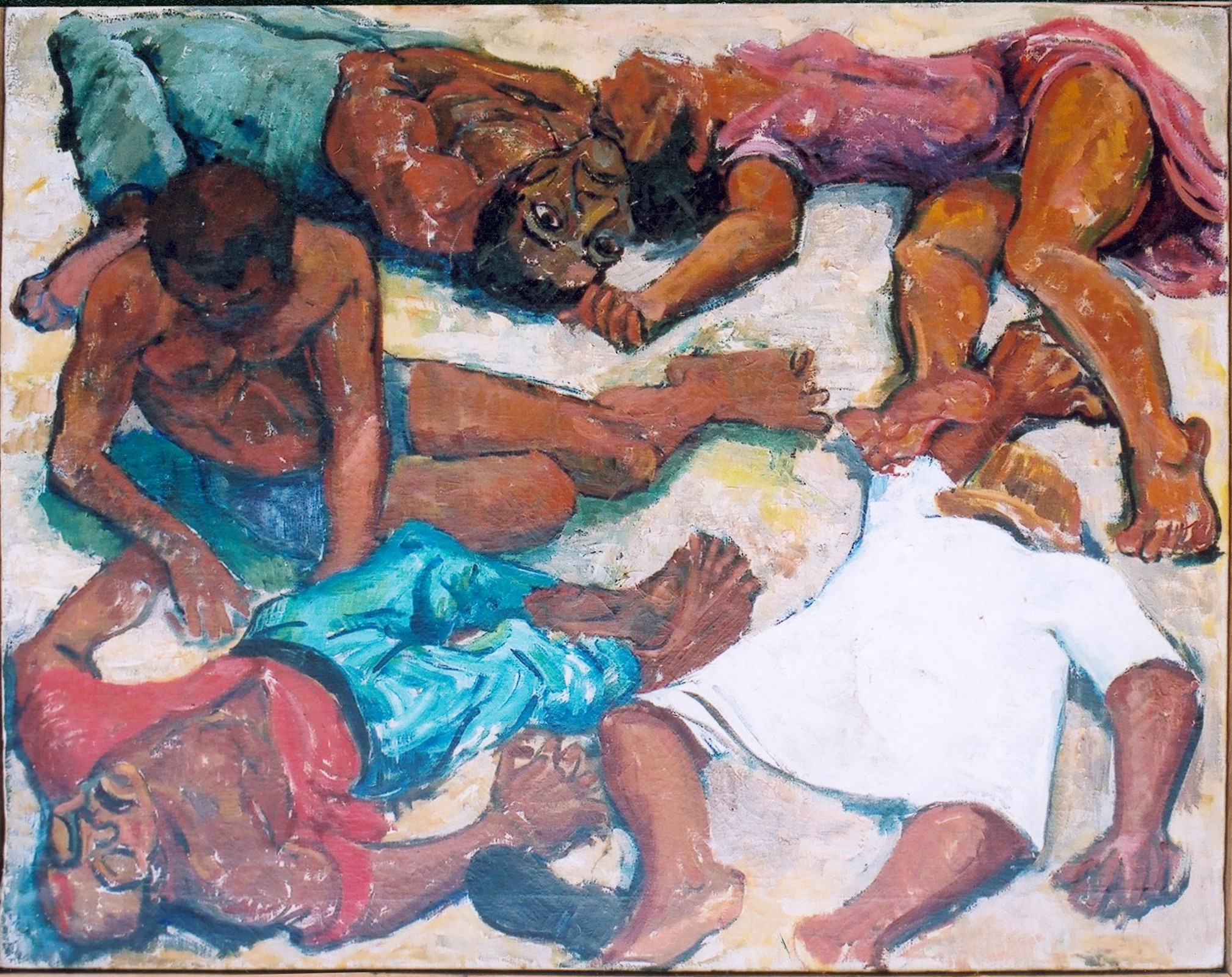
Картина із зображенням жертв

З 1994 року 21 березня в Південній Африці почали відзначати День прав людини.
Місце трагедії в Шарпевілі було обране для підписання Конституції Південної Африки президентом Нельсоном Манделою (10 грудня 1996 р.).
У 1998 році Комісія істини і примирення виявила, що дії поліції були "грубим порушенням прав людини в тому, що надмірне застосування сили без необхідності було застосоване проти зібрання беззбройних людей." :с.537
ЮНЕСКО відзначає 21 березня як щорічний Міжнародний день боротьби за ліквідацію расової дискримінації в пам'ять про цей злочин.